# Ципікан (селище)
Ципікан (рос. Ципикан) — селище Баунтовського евенкійського району, Бурятії Росії. Входить до складу Сільського поселення Ципіканське.
Населення — 69 осіб (2015 рік).